# Kim Yoo-suk
Kim Yoo-suk (né le 19 janvier 1982) est un athlète coréen, spécialiste du saut à la perche.

## Performances
Son meilleur saut est de 5,66 m, réalisé à Livermore le 16 septembre 2007.

## Palmarès

### Palmarès
| Date | Compétition     | Lieu      | Résultat | Épreuve | Performance |
| ---- | --------------- | --------- | -------- | ------- | ----------- |
| 2010 | Jeux asiatiques | Guangzhou | 2e       | Perche  | 5,30 m      |